# Война за рюгенское наследство
Война за рюгенское наследство (нем. Rügischer Erbfolgekrieg) — два вооружённых конфликта XIV века, в первую очередь, между Мекленбургом и Померанией за контроль над датским княжеством Рюген на южном побережье Балтийского моря.

## Предыстория
После завоевания датским королём Вальдемаром I и епископом Роскильде Абсолоном крепости Яромарсбург (Аркона) в 1168 году князьям Рюгена пришлось признать датский сюзеренитет. Они были вынуждены присягнуть в верности датскому королю и обязались оказывать военную помощь датчанам.
В 1304 году князь Рюгена Вислав III присоединил владения своего умершего брата Самбора. Князь не имел наследников на тот момент, и существовала вероятность того, что княжеский дом Рюгена может исчезнуть. В результате в 1310 году Вислав согласился заключить договор о престолонаследовании с датским королём Эриком VI, своим сюзереном. Соглашение состояло в том, что в случае, если Вислав умрёт без наследников, его владения перейдут датской короне. В то время Эрик VI пытался расширить свою власть в южной части Балтийского моря с целью сокращения влияния ганзейских городов, таких как Штральзунд. Своим союзником в этом король сделал Генриха II Мекленбургского. После смерти Эрика VI в 1319 году договор 1310 года истёк, и Вислав III стал искать себе союзников среди поморских князей. 5 мая 1321 года герцог Померании Оттон I, герцог Померании-Вольгасте Вартислав IV и герцог Померании-Штеттин Барним II согласовали договор взаимного наследования с Виславом III Рюгенским. Но по союзному соглашению, которое ранее было заключено 25 октября 1315 года между Вартиславом IV, сыном сестры Вислава Маргариты, и братом короля Эрика, Кристофером Халландом, который впоследствии стал королём Дании Кристофером II, Вартиславу уже был обещан Рюген.

## Первая война за рюгенское наследство
После смерти Вислава III 8 ноября 1325 года мужская линия княжеского дома Рюгена пресеклась. Вартислав IV принял титул князя Рюгена и, как ожидается, должен был быть утверждён в этом титуле королём Кристофером II. Однако восстание в Дании заставило Кристофера II бежать из страны и искать убежища у своих вассалов в Мекленбурге. 4 мая 1326 года Кристофер пообещал князьям Мекленбурга и Верле рюгенские владения. Но в начале июня он встретился с Вартиславом в Барте и вручил ему «Семь жалованных флагов» (Lehensfahnen). Чтобы защитить свои притязания, 14 июля 1326 года Вартислав заключил союз с новым «серым кардиналом» датского двора, графом Герхардом III Гольштейнским, воспитателем молодого короля Вальдемара III, который был несовершеннолетним.
Когда Вартислав IV умер 1 августа 1326 года после непродолжительной болезни, он оставил троих сыновей, не достигших совершеннолетия. Герхард Гольштейнский признал их в качестве преемников отца. Однако 6 августа Кристофер II, живший в Мекленбурге, наградил рюгенскими владениями Генриха II Мекленбургского и князей Верле, которые должны были оказать ему военную поддержку в восстановлении на датском троне. В конце лета 1326 года Генрих воспользовался ситуацией и занял западные материковые территории, принадлежавшие княжеству Рюген. Города Барта и Гриммен сдались после короткой осады, Лойц сдался без боя.
Ганзейские города Штральзунд, Грайфсвальд, Анклам и Деммин вступили в союз с графом Гольштейнским. Вдова и дети Вартислава нашли убежище в Грайфсвальде. В сентябре 1326 года Герхард Гольштейнский двинулся на Штральзунд с 600 всадниками и отбил Лойц. После переговоров о прекращении огня с Мекленбургом он вернулся в Данию в октябре 1326 года. Вскоре после этого герцоги Померании-Штеттин получили опекунство над детьми Вартислава, вдовствующая герцогиня и её дети вернулись в замок Вольгаст. 
В июле 1327 года снова вспыхнули боевые действия. После неудачного нападения на Деммин 16 августа 1327 года Генрих II Мекленбургский продвинулся к воротам Грайфсвальда. Так как он не мог взять город сходу, мекленбургские войска стали опустошать поселения вокруг Вольгасте. На следующий день армия Мекленбурга продвинулась к Лойцу и выстроила укреплённую позицию у Шопендамма. Поскольку никакой помощи от датчан не последовало, померанские города обратился к помощи герцогов Штеттина. В начале октября мекленбургские войска двинулись на Гриммен и Экберг в непосредственной близости от Грайфсвальда, похитили 40 коров и преследовали 600 горожан Грайфсвальда. Последующие военные действия ограничивались локальными успехами обеих сторон.
В апреле 1328 года Генрих двинулся против герцогства Померания-Штеттин и направился в Трептов-ан-дер-Толлензе. Померанские войска были вынуждены сражаться и с войсками Бранденбурга. В конце концов, померанцы, при поддержке войск из Деммина и Трептова разгромили Генриха II и окончательно разбили его у Фёльшова.
27 июня 1328 года в селе Брудерсдорф близ Даргуна был подписан мирный договор между герцогом Барнимом III Штеттинским, опекуном сыновей Вартислава IV, Генрихом II Мекленбургским и Иоганном Верле. В обмен на выплату 31,000 серебряных марок, подлежащих уплате в течение последующих 12 лет, Мекленбург отказался от претензий на княжество Рюген. В качестве залога Мекленбург получил западную часть материковой территорий Рюгена – области Барта, Гриммен и Трибзес.

## Вторая война за рюгенское наследство
В декабре 1340 года выплата залога прекратилась, из-за чего заложенные земли перешли Мекленбургу. Тем не менее, ни одна инвеститура князя Мекленбурга не была утверждена датским королём Вальдемаром IV Аттердагом. Осенью 1342 года померанский маршал Ведего Бугенхаген получил контроль над Гримменом. В сентябре 1343 года мекленбургская армия Альберта II смогла штурмом взять город. Благодаря посредничеству Штральзунда и Грайфсвальда, в октябре 1343 года была достигнута договорённость о прекращении огня. Но согласованный арбитраж так и не состоялся: Вальдемар IV Аттердаг отказался принять решение, опасаясь, что проигравшая спор сторона ополчится против него.
Так как сыновья Вартислава IV не смогли выкупить заложенные поместья, но продолжали требовать их обратно, их борьба с Мекленбургом была возобновлена в 1351 году. При поддержке Барнима III армия во главе с бароном Клаусом Ханом нанесла сокрушительное поражение войскам Мекленбурга 25 октября 1351 года в Шопендамме близ Лойца. Среди погибших на померанской стороне был граф Гуцкова Иоганн IV Младший. В итоге владения умершего бездетным графа Гуцкова были захвачены Барнимом III.
В 1354 году Мекленбург отказался от своих претензий на Гриммен и Барт по Штральзундскому договору. Трибзес перешёл к Померании в 1355 году, так как он принадлежал вдове Вислава III, Анне Линдоу-Руппин, которая вышла замуж за Генриха II. Таким образом, всё бывшее княжество Рюген перешло в руки герцогства Померания-Вольгаст.